# Giovanni Battista Zelotti
Giovanni Battista Zelotti (Verona, 1526 – Mantova, 28 agosto 1578) è stato un pittore italiano, attivo nell'area della Repubblica Veneta nel tardo Rinascimento.

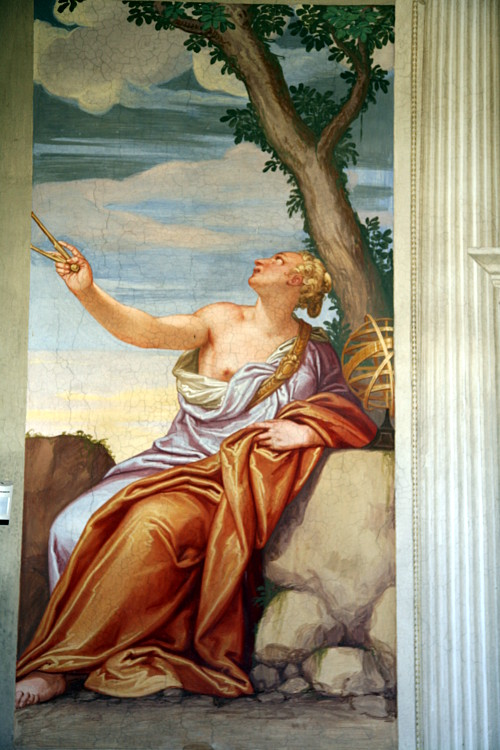
Affreschi nella Sala delle Arti di Villa Emo, Fanzolo di Vedelago, Treviso, attribuiti a Giovanni Battista Zelotti (1565), raffiguranti l'allegoria dell'Astronomia.

Fu uno dei più conosciuti e famosi affrescatori della metà del XVI secolo sulla terraferma veneziana. Collaborò a lungo con Paolo Veronese e affrescò palazzi e ville di Palladio.
Giorgio Vasari, nella seconda edizione delle Vite (1568), lo menziona col nome di Battista da Verona e ci si riferì a lui anche come Battista Farinato.

## Biografia

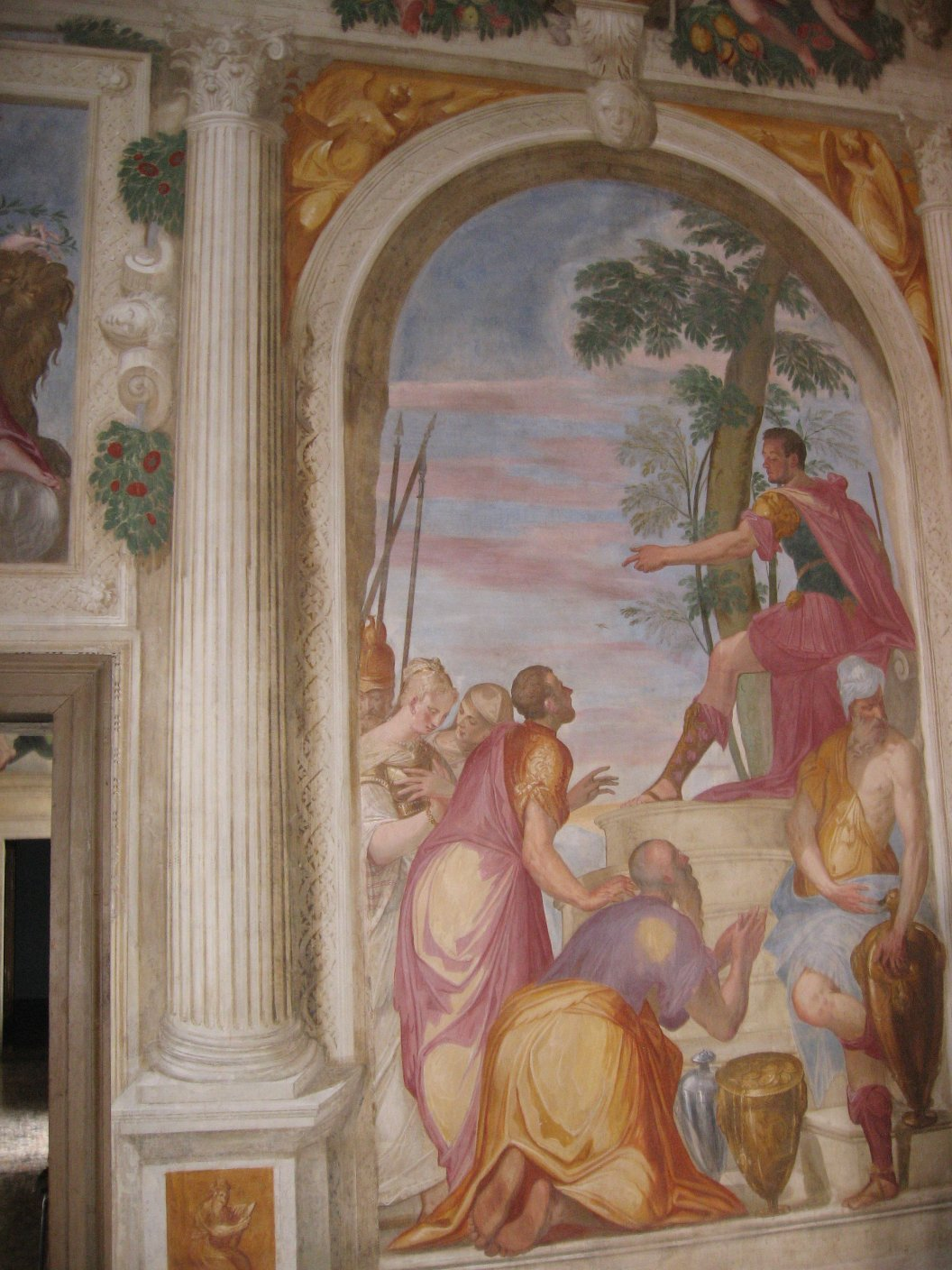
Affreschi dell'ala sinistra di Villa Caldogno, Caldogno, Vicenza (prima del 1570) con Episodi della vita di Scipione e Storie di Sofonisba.

### Formazione e prime opere
Giovanni Battista Zelotti nacque probabilmente a Verona nel 1526. Secondo le fonti antiche, tra cui Giorgio Vasari, fu allievo di Antonio Badile e si formò nella stessa bottega di Paolo Veronese, con il quale instaurò un duraturo sodalizio artistico. Nel 1551 i due pittori, insieme ad Anselmo Canera, lavorarono alla decorazione ad affresco di Villa Soranzo a Treville, su progetto di Michele Sanmicheli. Gli affreschi, che raffiguravano allegorie, episodi mitologici e paesaggi, furono dispersi dopo la demolizione della villa nel 1818 e soltanto in parte sono stati rintracciati. Lo stile dei frammenti superstiti è così sorvegliato e omogeneo che risulta complessa la distinzione dell'autografia, tanto Zelotti operava allora in sintonia con il compagno.
Nel 1553, Zelotti e Veronese affrescarono la Sala del Consiglio dei Dieci nel Palazzo Ducale di Venezia e Zelotti realizzò inoltre tondi allegorici nel soffitto della Biblioteca Marciana.

### Attività sulla terraferma

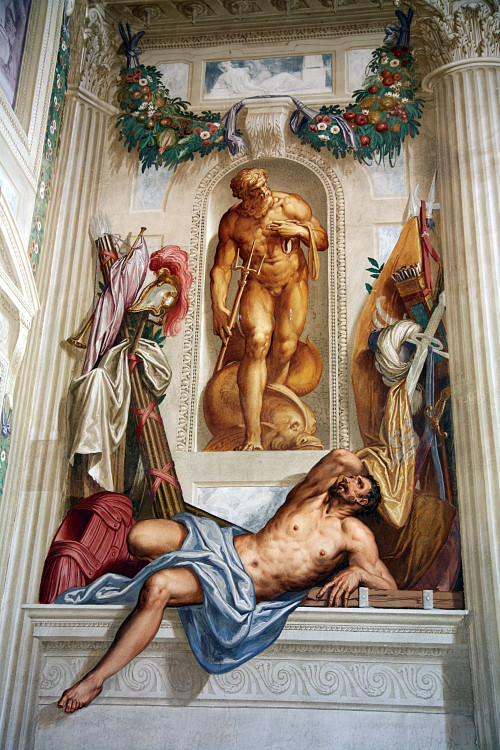
Affresco per Villa Emo, parete ovest del salone.

A partire dal 1557, Zelotti fu attivo in numerose ville e palazzi del territorio vicentino e padovano. Lavorò a Villa Godi a Lonedo di Lugo Vicentino (tra le prime ville di Palladio), subentrando a Gualtiero Padovano, decorando successivamente altre ville palladiane: Villa Emo a Fanzolo, Villa Foscari alla Malcontenta, Villa Pojana a Pojana Maggiore e Villa Caldogno.
Nel 1570 realizzò un vasto ciclo di quaranta affreschi a tema storico-celebrativo per il Castello del Catajo a Battaglia Terme, su commissione della famiglia Obizzi.

### Ultimi anni a Mantova
Nel 1575, Zelotti interruppe apparentemente l'attività pittorica quando fu nominato prefetto delle fabbriche del Palazzo Ducale di Mantova dai Gonzaga, presso cui rimase fino alla morte nel 1578.

## Stile pittorico e temi

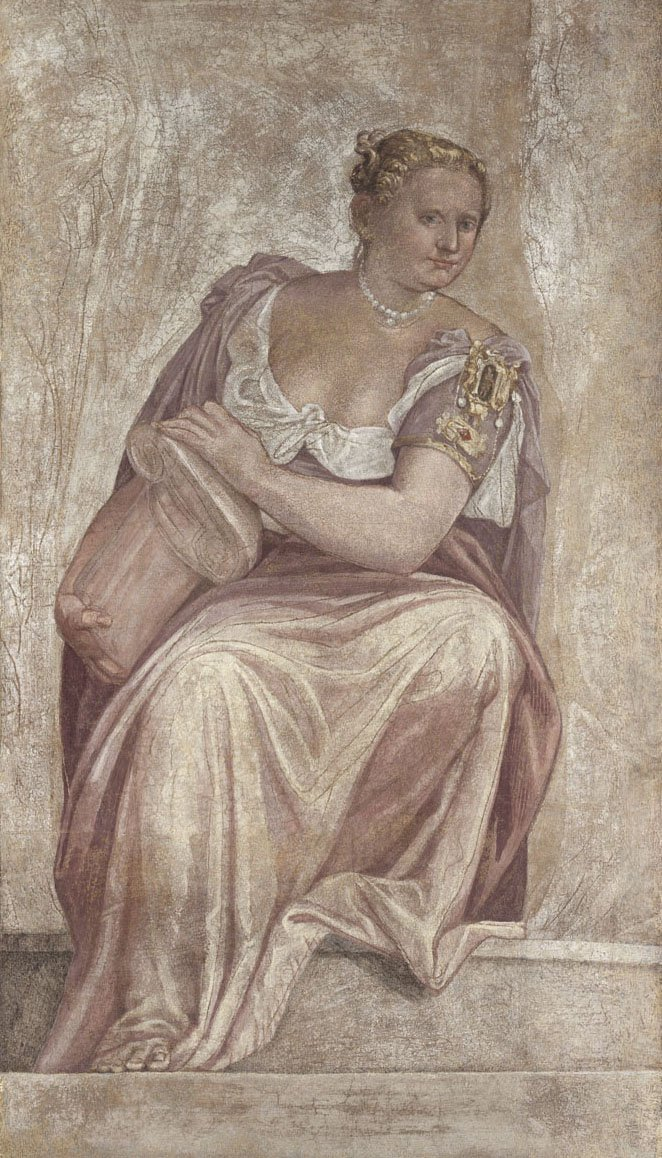
Allegoria della Fortezza, affresco, 1551. Museo di belle arti di Budapest.

La pittura di Giovanni Battista Zelotti si colloca nel solco del manierismo veneto, soprattutto nell'ambito della decorazione ad affresco delle residenze aristocratiche, anche se non mancano i soggetti religiosi. La sua opera si caratterizza per un uso sapiente della prospettiva architettonica dipinta, che crea illusioni spaziali e dialoga con gli ambienti progettati da Andrea Palladio.
Fu tra i primi a interpretare i cicli decorativi delle ville palladiane come dispositivi educativi e celebrativi, con riferimenti a temi allegorici, mitologici, storia romana e virtù civiche. Le sue figure, influenzate da Paolo Veronese, si muovono in spazi scenografici costruiti con eleganza, riflettendo l'ideale umanistico della villa come luogo di otium e sapienza.
Lo stile pittorico si distingue per la chiarezza narrativa, la gamma cromatica brillante e l'equilibrio compositivo, caratteristiche apprezzate dai committenti della nobiltà veneta dell'epoca.

## Critica
Giovanni Battista Zelotti godette di grande considerazione presso i committenti del suo tempo, in particolare tra l'aristocrazia vicentina e veneziana, che gli affidò numerosi cicli decorativi di ville e palazzi. Giorgio Vasari, nella seconda edizione delle Vite (1568), lo menzionò col nome di "Battista da Verona", ricordandolo tra i collaboratori di Paolo Veronese e lodandone l'abilità nell'affresco.
La storiografia successiva lo ha considerato un esponente rappresentativo della decorazione d'interni del tardo Rinascimento veneto, sottolineando la sua capacità di elaborare cicli narrativi di ampio respiro, con un linguaggio vicino a quello di Veronese, ma riconoscibile per un tono più narrativo e didascalico.

## Opere

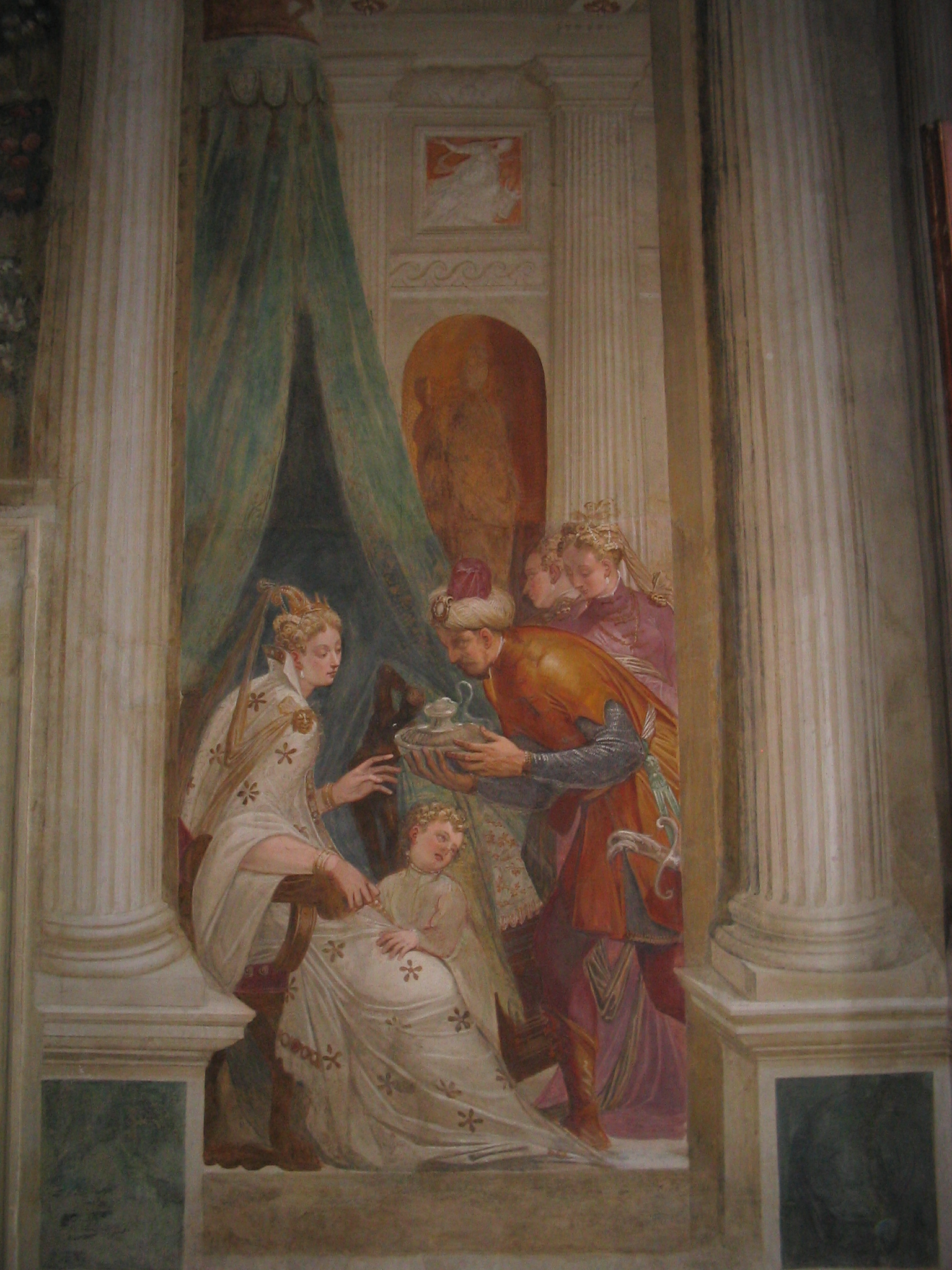
Affreschi nella Sala dell'Olimpo di Villa Godi (c. 1557–1563)

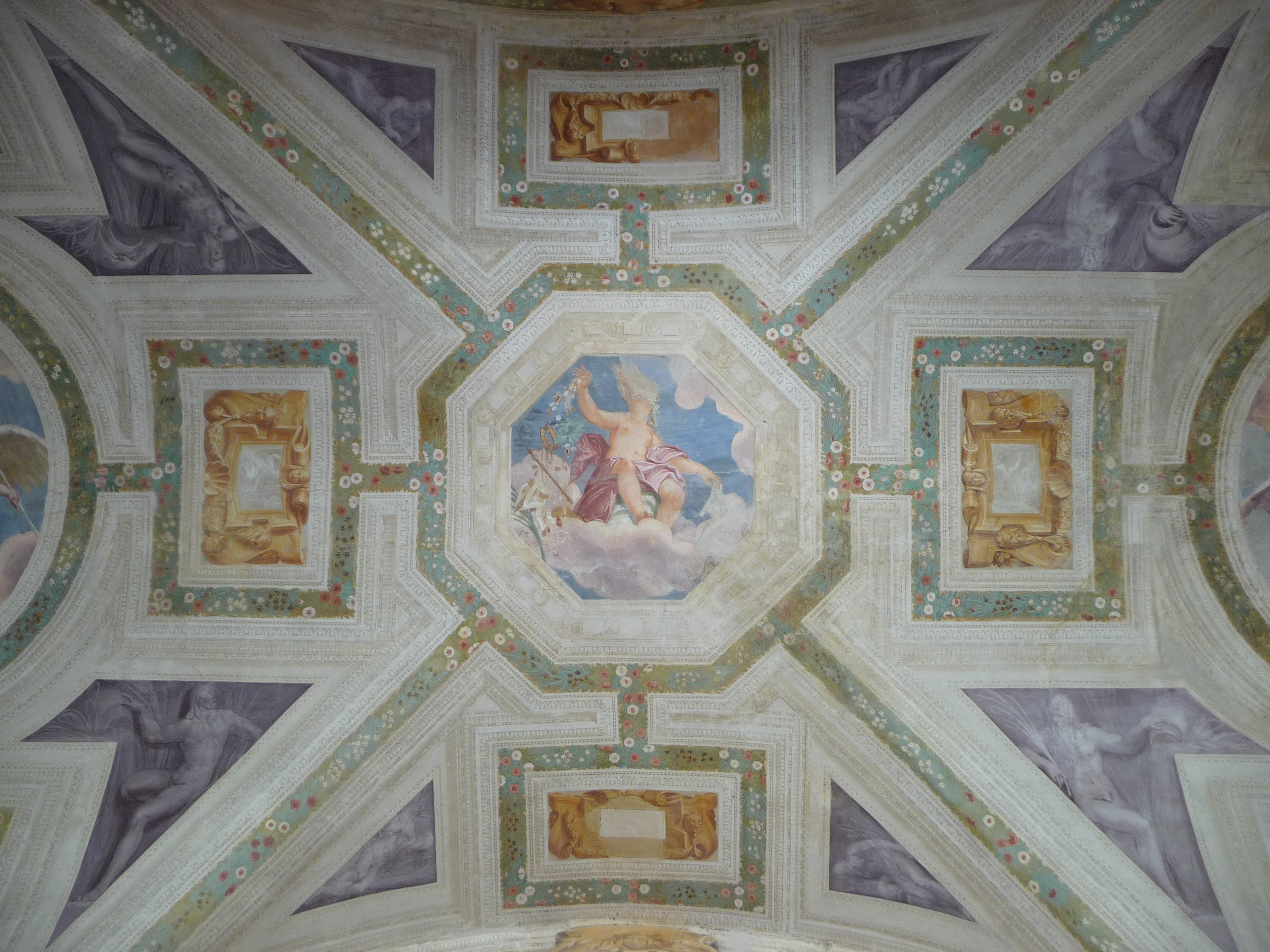
Affresco del soffitto della loggia di Villa Pojana (ca. 1558) con l'allegoria della Fortuna

### Ville
- Villa Soranzo (o Soranza), Treville, Treviso (1551, demolita): primo lavoro documentato con Paolo Veronese, comprendeva decorazioni allegoriche.[5]
- Castello di Thiene (Villa Porto Colleoni Thiene), Thiene, Vicenza (1552-1554), in collaborazione con Giovanni Antonio Fasolo.[4]
- Villa Godi, Lonedo di Lugo di Vicenza, Vicenza (1557–1563, attribuita): Zelotti affrescò alcune delle sale principali, subentrando a Gualtiero Padovano. Il programma decorativo include figure allegoriche e paesaggi.[7]
- Villa Pojana, Pojana Maggiore, Vicenza (ca. 1558, attribuita): scene mitologiche tra cui l'allegoria della Fortuna.[10]
- Villa Foscari alla Malcontenta, Mira, Venezia (1560–1561, attribuita): Zelotti subentrò a Battista Franco per completare la decorazione ad affresco del piano nobile; il ciclo allegorico comprende scene mitologiche e morali, in particolare sull'educazione del principe.[9]
- Villa Emo, Fanzolo di Vedelago, Treviso (1565, attribuita): interni, scene tratte dalla mitologia classica e temi allegorici legati alla laboriosità agricola.[8]
- Villa Caldogno, Caldogno, Vicenza (prima del 1570, attribuita): numerosi ambienti della villa, con temi mitologici e di vita quotidiana.[11]
- Castello del Catajo, Battaglia Terme, Padova (1570–1573, attribuito): ciclo di oltre quaranta affreschi celebrativi della famiglia Obizzi, con scene storiche romanzate.[12]
- Villa da Porto, Torri di Quartesolo, Vicenza (1572, attribuita; affreschi perduti).[4]

### Palazzi
- Palazzo Ducale, Venezia (1553–1554, attribuito): Sala del Consiglio dei Dieci, decorazioni allegoriche e mitologiche, in collaborazione con Paolo Veronese.[4]
- Palazzo Barbaran da Porto, Vicenza (c. 1556), affresco con Zeus fra le divinità dell'Olimpo.[14]
- Biblioteca nazionale Marciana, Venezia (1556–1557, attribuiti): tre tondi allegorici nel soffitto della sala di lettura, tra cui Le Matematiche e La Virtù.[4]
- Palazzo Trevisan, Murano, Venezia (1557, attribuito): decorazione della facciata, con Veronese e Battista del Moro.[4]
- Palazzo del Monte di Pietà, Vicenza (1558–1563, attribuito): facciata con ciclo a soggetto biblico con episodi della vita di Mosè, ridipinto ai primi del Novecento e ora in gran parte perduto.[15]
- Palazzo Chiericati, Vicenza (ca. 1560–1562, attribuito): sale interne[4] con soggetti allegorici e mitologici.
- Palazzo Valmarana, Vicenza, affresco con Prometeo assistito da Minerva, in atto di animare l'uomo.[16]

### Edifici religiosi

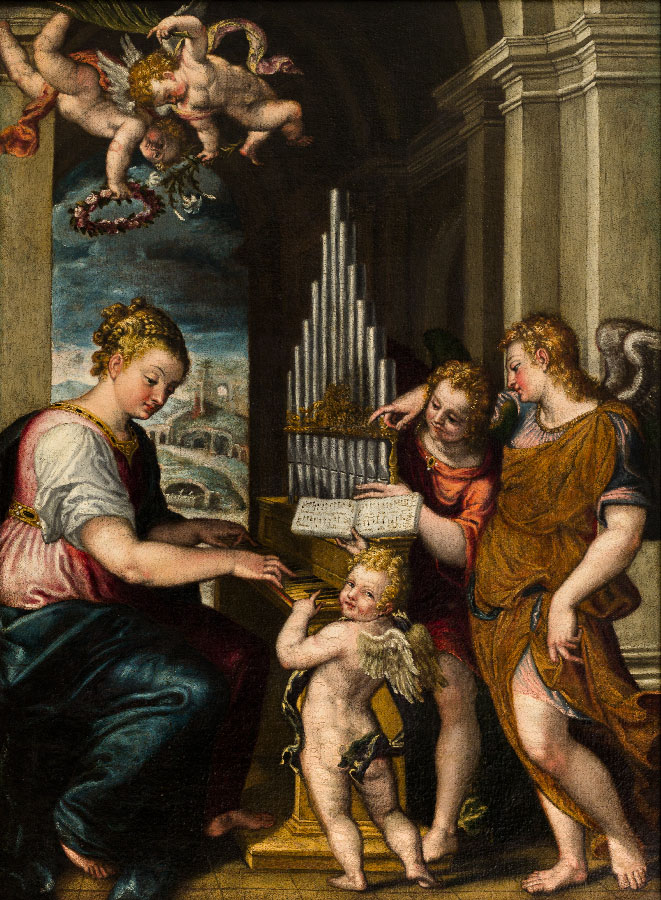
Santa Cecilia, dipinto attribuito a Giovanni Battista Zelotti. Museo nazionale delle belle arti (Cuba).

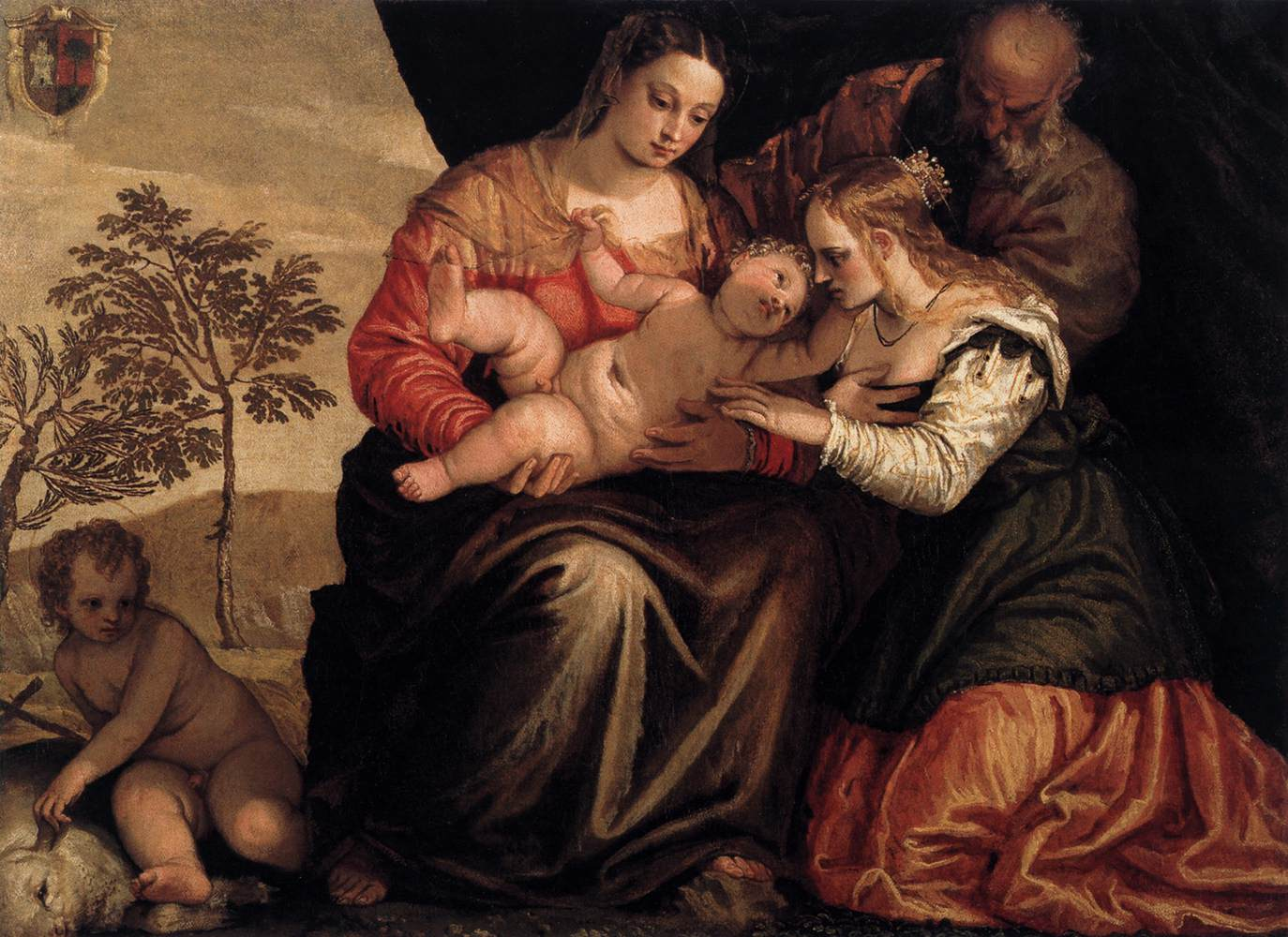
Matrimonio mistico di Santa Caterina, dipinto attribuito a Giovanni Battista Zelotti. Museo nazionale d'arte occidentale, Tokyo.

- Abbazia Benedettina Santa Maria Assunta di Praglia, Teolo (Padova) (1559–1564, attribuiti): affreschi nella cupola, ante d'organo e decorazioni della biblioteca.[17]
- Duomo di Vicenza (1562): due pale d'altare — La pesca miracolosa[18] e La conversione di san Paolo[19] — realizzate per altari della famiglia da Porto, trasferite all'Oratorio del Gonfalone (Vicenza) e oggi al Museo diocesano di Vicenza.[4]
- Basilica dei Santi Giovanni e Paolo, Venezia (attribuzione incerta): Compianto sul Cristo morto, pala nel transetto sinistro, ora nella cappella del Rosario.[senza fonte]